# Emma Dumont
Emma Dumont, pseudonimo di Nick Dumont (Seattle, 15 novembre 1994), è un attore e modello statunitense.
È noto principalmente per i ruoli di Melanie Segal nella serie televisiva A passo di danza, Emma Karn nella serie televisiva Aquarius e Lorna Dane / Polaris nella serie televisiva The Gifted.
Nel dicembre 2024 ha fatto coming out dichiarandosi transessuale non binario.

## Biografia
Dumont è nato a Seattle, nello stato di Washington, come Emma Roberts. Ha frequentato la Washington Middle School e la James A. Garfield High School. In seguito ha frequentato la Orange County High School of the Arts in the Music and Theater Conservatory. All'età di tre anni inizia a praticare danza. Successivamente studia presso la Pacific Northwest Ballet School, la Cornish College of the Arts e la Spectrum Dance Theatre School. Frequenta dei corsi anche presso l'American Ballet Theatre, la Joffrey Ballet School la Bolshoi Ballet Academy. All'età di sei anni comincia a recitare in teatro, al Teatro Pubblico di Seattle e al Seattle Musical Theatre. Studia anche violino e si esibisce con la Seattle Youth Symphony Orchestra la Glendale Youth Orchestra.
Nel 2007 debutta al cinema interpretando il ruolo di Cara nel film True Adolescents diretto da Craig Johnson. Lavora come modella in diverse città, tra cui Hong Kong, Los Angeles e Tokyo, apparendo su numerose riviste di moda quali Elle, V e Cosmopolitan. Nel 2011 ottiene il suo primo ruolo da protagonista entrando nel cast della serie televisiva A passo di danza. Nel 2014 entra nel cast della serie televisiva incentrate sulle vicende della Manson Family Aquarius, con protagonista David Duchovny, dove interpreta il personaggio di Emma Karn. Nel 2017 ottiene il ruolo di Lorna Dane / Polaris nella serie televisiva The Gifted, ideata da Matt Nix per Fox e basata sui personaggi degli X-Men della Marvel Comics, ma è ambientata in una linea temporale alternativa rispetto a quella della serie di film X-Men.
Emma Dumont è inoltre membro di Mensa.

## Vita privata
Nel dicembre 2024 l'attrice ha fatto coming out dichiarandosi transessuale non binaria, cambiando il proprio nome in Nick Dumont e utilizzando i pronomi inglesi they/them (lett. "loro"). Ha tuttavia dichiarato di voler continuare a utilizzare il nome di Emma Dumont professionalmente e tenere Nick Dumont relegato alla sfera privata.

## Agenzie
- Mother Agency
- Wilhelmina Models
- Bravo Models
- Heffner Managment

## Filmografia

### Attore

#### Cinema
- True Adolescents, regia di Craig Johnson (2009)
- Dear Lemon Lima - Il diario di Vanessa (Dear Lemon Lima), regia di Suzi Yoonessi (2009)
- Nobody Walks, regia di Ry Russo-Young (2012)
- La ragazza di porcellana (Thinspiration), regia di Tara Miele (2014)
- Vizio di forma (Inherent Vice), regia di Paul Thomas Anderson (2014)
- The Body Tree, regia di Thomas Dunn (2018)
- What Lies Ahead, regia di Rob Gardner (2019)
- Wrong Turn , regia di Mike P. Nelson (2021)
- Monsters Among Us: Making Wrong Turn - cortometraggio (2021)
- Licorice Pizza, regia di Paul Thomas Anderson (2021)
- Oppenheimer, regia di Christopher Nolan (2023)

#### Televisione
- Metro, regia di Stephen Gaghan – film TV (2011)
- A passo di danza (Bunheads) – serie TV, 18 episodi (2012-2013)
- Mind Games – serie TV, episodio 1x03 (2014)
- Salvation, regia di Jeffrey Reiner – film TV (2014)
- Aquarius – serie TV, 24 episodi (2015-2016)
- The Fosters – serie TV, episodio 4x08 (2016)
- The Magicians – serie TV, episodio 2x04 (2017)
- Pretty Little Liars – serie TV, episodio 7x11 (2017)
- T@gged – serie TV, 17 episodi (2017-2018)
- The Gifted – serie TV, 29 episodi (2017-2019) - Lorna Dane / Polaris
- All Rise – serie TV, episodio 1x05 (2019)

### Doppiatore
- Bloody November, regia di Jared Jason Mendoza - cortometraggio direct-to-video (2024)

## Trasmissioni televisive
- 81st Annual Hollywood Christmas Parade, regia di Chris Merrill - speciale TV (2012)

## Radio
- Narcissa - podcast (2022)
- The 42cast - podcast (2022-2024)

## Riconoscimenti
- Ford V.A. Model
  - 2010[1]

## Doppiatori italiani
Nelle versioni in italiano delle opere in cui ha recitato, Emma Dumont è stato doppiato da:
- Joy Saltarelli in A passo di danza, Oppenheimer
- Valentina Favazza in Licorice Pizza
- Alessia Amendola in The Gifted
- Rossa Caputo in Aquarius
- Elisa Giorgio in T@gged
- Chiara Gioncardi in All Rise